# Csüngőágú boróka
A csüngőágú boróka (Juniperus recurva) a ciprusfélék családjába tartozó boróka nemzetség egy faja. A Himalájában őshonos, Észak-Pakisztántól, illetve Afganisztántól Délnyugat-Kínáig (Nyugat-Yunnanig) található meg. 3-4000 méteres tszf.-en nő.

## Jellemzése
6-20, néha 25 méteresre megnövő nagyméretű cserje vagy fa. A törzs átmérője legfeljebb 2 méter, a korona széles kúp alakú, kerekebb, vagy akár szabálytalan formájú is lehet. Sűrűn álló hajtásai lecsüngenek. Szürke színű, fán maradt elhalt levelei vörösesbarnák. Szürkésbarna kérge szalagokban foszlik. Pikkelyleveleik nincsenek, fiatal tűlevelei 5–8 mm-esek, hat sornyi tengelyre hajló hármas örvei sűrűn állnak. A mintegy másfél év alatt megérő termős tobozbogyók gömbösek vagy tojásdadok, 5–10 mm hosszúak, 4–7 mm átmérőjűek, fényes kékesfekete színűek, egyetlen magot tartalmaznak. A porzós tobozok 3–4 mm hosszúak, kora tavasszal bocsátják ki pollenjüket. A csüngőágú boróka nagyrészt egylaki, mindkét fajta toboz megtalálható egy-egy példányon.
Két változat ismert, egyes botanikusok külön fajként kezelik őket:
- Juniperus recurva var. recurva – a levelek 5–8 mm-esek. A teljes elterjedési területen megtalálhatók.
- Juniperus recurva var. coxii – a levelek többnyire 7–10 mm-esek. A Himalája keleti részén nő, ahol sok csapadék hull. Burmai boróka néven széles körben ültetik. Színe kissé élénkebb zöld.

## Fordítás
- Ez a szócikk részben vagy egészben a Juniperus recurva című angol Wikipédia-szócikk ezen változatának fordításán alapul.  Az eredeti cikk szerkesztőit annak laptörténete sorolja fel. Ez a jelzés csupán a megfogalmazás eredetét és a szerzői jogokat jelzi, nem szolgál a cikkben szereplő információk forrásmegjelöléseként.